# Горњи Јасењани
Горњи Јасењани су насељено мјесто града Мостара, Федерација Босне и Херцеговине, БиХ.

## Становништво
| Националност       | 1991. | 1981. | 1971. | 1961. |
| Срби               | 33    |       |       |       |
| Муслимани          | 25    |       |       |       |
| Хрвати             | 20    |       |       |       |
| остали и непознато |       |       |       |       |
| Укупно             | 78    | '     | '     | '     |

| Демографија | Демографија | Демографија |
| Година      | Становника  | Становника  |
| ----------- | ----------- | ----------- |
| 1961.       | 335         |             |
| 1971.       | 276         |             |
| 1981.       | 153         |             |
| 1991.       | 78          |             |

До почетка рата у селу су живјеле следеће породице:
- Рајковић, Семиз (Срби)
- Мацић, Сирко, Мушић, Вејзовић, Полчић (Бошњаци)
- Азиновић, Томић, Владић, Сакић, Перић (Хрвати)